# Eemdal
Het Eemdal is een wijk in het noordoosten van de Nederlandse stad Baarn en die vernoemd is naar de rivier de Eem. De wijk ligt ten oosten van de Doormanlaan, de Maatkampweg, de Dotterbloemlaan en de Zuringlaan. Tot de wijk Eemdal behoort ook de wijk Zeeheldenbuurt. De wijk wordt ontsloten door de Bestevaerweg.
Bij het ontwerp Bestemmingsplan Eemdal in 1974 was het stedenbouwkudige patroon nog niet volledig ingevuld.
De wijk Eemdal werd in zes fases aangelegd:
Eemdal 1 (1974)
Dit zuidelijkste deel wordt begrensd door het Fregat en de Praamgracht. Bij de Koekoeksbloemlaan en de Boeier is een waterpartij.
Eemdal 2 (1975)
Net boven Eemdal 1, tot aan de Schoener.
Eemdal 3 (1980-1981)
Het noordelijkste deel tussen de Eemweg en Bestevaerweg.
Eemdal 4 (1981-1985
Tussen August Janssenweg en De Schoener. Aan de Janssenweg staan twee-onder-een-kap woningen en een haven met woonarken. Aan het eind van de weg staan de voormalige Zweminrichting Baarn en de gebouwen van de Baarnse Watersportvereniging De Eem
Eemdal 5 (1986)
Aan de westzijde van het gebied, tussen de Spoorlijn en de Lepelaarstraat. De starten dragen namen van vogelnamen.
Eemdal 6
Tuindorp Eemdal, de halfrond lopende weg Regenboog met radiale wegen richting de Bestevaerweg. Het nieuwste gedeelte van de wijk is Tuindorp. 
Het gebied tussen de woonwijk en rivier De Eem (Onland) werd onbebouwd gelaten. Langs de wijk wordt aan de westzijde van de dijk met schelpenpad een lange sloot. Deze Zure Maat grenst aan het natuurgebied de Eemerwaard (Het Onland) en mondt uit in de Praamgracht. Bij het Eemdal stond tot de negentiger jaren de katholieke basisschool Eemdalschool tegenover de Maria Koninginkerk. 
Amaliapark ·
Centrum ·
Componistenwijk ·
Eemdal ·
Noordschil ·
Oosterhei ·
Pekingtuin ·
Prins Hendrikpark ·
Professorenwijk ·
Rode Dorp ·
Schilderswijk ·
Schoonoordpark ·
Staatsliedenwijk ·
Transvaalwijk ·
Tuindorp ·
Wilhelminapark ·
Zandvoort ·
Zeeheldenwijk